# Jon Simonssøn
Jon Simonssøn (né en 1512 dans le Trøndelag, décédé en 1575 à Holum) était un homme de loi et humaniste norvégien.

## Biographie
Jon Simonssøn est né dans le Trøndelag en 1512. Jusqu'à la Réforme en 1536 il a été au service de l'archevêque Olav Engelbrektsson. 
À Bergen, où il vivait depuis 1532, il a épousé Karine Didriksdotter qui était certainement la fille de Didrik Friis, conseiller et commerçant de la ville.
En 1546, il devient juge à Holum dans le Vest-Agder où il mourra en 1575.
En tant qu'homme de loi, il avait une connaissance fine du norrois comme l'attestent des lettres dans lesquelles il fait référence à des textes de lois rédigées en vieux-norvégien et pour lequel il a su adapter la terminologie. De fait, entre les dernières lettres en norvégien et l'adaptation de terminologie juridique, Jon Simonssøn fait partie des dernières personnes à avoir écrit un norvégien authentique. De plus, il semble bien qu'il ait traduit partiellement l'Heimskringla.
Cette connaissance du norrois, ainsi qu'un grand nombre de notes liées à ses différents voyages, Simonssøn en a fait profiter Peder Claussøn Friis. 
Près de 250 lettres originales de Simonssøn sont conservées à Arendal.